# Anatoli Mikhàilov (compositor)
Anatoly Mikhailovich Mikhailov (Staroselka, districte de Tsivilsky, República Socialista Soviètica Autònoma de Txuvàixia, Federació de Rússia, 18 de juliol, 1931 - Txeboksari, República de Txuvàixia, 22 de novembre, 1997), va ser una figura destacada de la cultura musical de Txuvàixia, compositor i professor de música.

## Biografia
Després d'haver rebut una educació durant set anys a l'escola rural d'Ivanovo, va anar a estudiar al Col·legi Agrícola Tsivilsky (1945-47). Des de 1948, va començar a treballar com a director musical a l'orfenat de Tsivilsky i com a acordionista-acompanyant a l'escola professional de Tsivilsky. El 1954 es va graduar al departament de direcció i coral del "Txeboksari Music College" que portava el seu nom. Va tenir a F. P. Pavlova (a la classe de direcció de V. F. Verzhbitsky, a la classe de piano amb D. S. Nofel-Khodyasheva, en harmonia i composició musical amb G. G. Liskov).
Aleshores, el jove músic va ser reclutat a l'exèrcit, on va ascendir al rang de director del grup de dansa i cançó del regiment. Del 1957 al 1958 va estudiar al Conservatori Estatal dels Urals, "Modest Mússorgski" a la classe de composició musical del professor associat G. N. Beloglazov.
Del 1958 al 1964 va ensenyar música a l'escola número 1 de Txeboksari i a l'internat número 2; ensenya direcció, acordió de botons, piano; teòrica musical i altres disciplines a les escoles de música i educació de Txeboksari, pedagògica Kanash i Tsivilsky.
L'any 1971 va ser admès a la Unió de Compositors de l'URSS, i des de 1977 es dedica íntegrament a la composició, la direcció de concerts, la propaganda musical i les activitats educatives. Va fer uns 300 concerts originals i reunions creatives a la capital Txuvàixia i les ciutats de la regió del Volga.
El 1990 va organitzar l'Associació de Compositors de la República de Txuvàixia, va ser elegit president. Des de 1994 - President de la Junta de la Societat Musical de la República de Txuvàixia.
Va morir el 22 de novembre de 1997 després d'una llarga i greu malaltia.

## Memòria
L'abril de 1998, la seva vídua, Lidiya Terentyevna Mikhailova, va traslladar els documents de Mikhailov a l'Arxiu Estatal de la República de Txuvàixia per a l'emmagatzematge.

## Obres, llibres
El compositor va crear unes 1000 obres musicals: l'opereta Плывут, летят крылатые (Els alats floten, volen) amb llibret de S. Shcherbakov; música per a 15 representacions del Teatre Republicà de Titelles i per al drama de P. Osipov "Aidar"; "Poema" per a violí i piano; 6 marxes per a banda de música: "Marxa dels Anys de Guerra", "Marxa de l'Escola Professional"; romanços i cançons.
Va escriure melodies basades en poemes d'I. Ivnik, A. Lukin, A. Savelyev i d'altres. Un lloc significatiu en la seva obra l'ocupen les cançons sobre totes les ciutats de Txuvasia, herois que van créixer en sòl txuvaix, sobre Moscou, sobre el Volga i les ciutats russes.
Les obres vocals, corals i instrumentals d'Anatoly Mikhailov van ser publicades en discos de gramòfon per la companyia Melodiya i s'emmagatzemen als fons de la ràdio txuvaixi i russa.
A Moscou i Txuvàixia, les editorials de llibres van publicar 10 de les col·leccions d'obres de l'autor, incloses 8 obres de cançons i corals.